# Sophie Rohfritsch
Pour les articles homonymes, voir Rohfritsch.
Sophie Rohfritsch, née le 27 août 1962 à Grenoble (Isère), est une femme politique française, membre des Républicains. Elle est députée de la quatrième circonscription du Bas-Rhin de 2012 à 2017.

## Biographie

### Formation
Diplômée en droit de l'université Paris 2 Panthéon Assas, Sophie Rohfritsch est titulaire du certificat d'aptitude à la profession d'avocat, profession qu'elle exerce à Paris puis à Strasbourg jusqu'en 1996. Elle est mariée et mère de trois enfants.

### Parcours politique

#### Élue locale
Elle est élue maire de Lampertheim (Bas-Rhin) en 2001 et réélue en 2008.
En mars 2004, elle figure en deuxième position sur la liste d'Adrien Zeller aux élections régionales et est élue. Vice présidente du conseil régional d'Alsace, chargée de l'innovation, de la recherche et du transfert de technologie, elle soutient notamment la fusion des universités de Strasbourg et la création de plusieurs pôles de compétitivité. Elle contribue également à la fusion de l'agence régionale d'accompagnement à l'innovation et des services des chambres consulaires liés au soutien à l'innovation, qui donnera naissance à l'agence régionale de l'innovation.
Elle a également présidé l'incubateur d'entreprises innovantes (SEMIA).
En 2010, elle figure en deuxième position sur la liste de Philippe Richert et sera à nouveau vice-présidente chargée des mêmes domaines, à ses côtés, jusqu'en 2014, date à laquelle elle démissionne de ses fonctions après sa réélection à la mairie de Lampertheim.

#### Députée
En juin 2012, elle est élue députée de la quatrième circonscription du Bas-Rhin, où elle prend la suite d'Yves Bur, qui devient son suppléant. Au sein de l'Assemblée nationale, elle est membre de la commission du Développement durable et de l'Aménagement du territoire, de la commission des affaires européennes, du groupe d'amitié France Allemagne ainsi que de plusieurs groupes d'études.
En 2016, elle préside une mission d'information sur « l'offre automobile française dans une approche industrielle, énergétique et fiscale » qui publie un rapport dans lequel il est souhaité une évolution du contrôle technique automobile.
Elle soutient la candidature de François Fillon pour la présidence de l'UMP lors du congrès d'automne 2012, puis elle le rejoint au sein du groupe parlementaire « Rassemblement-UMP ».
Elle soutient François Fillon pour la primaire présidentielle des Républicains de 2016.
Candidate à un nouveau mandat de députée en juin 2017, elle est battue au second tour par Martine Wonner, candidate de La République en marche. Elle démissionne alors de son mandat de maire, tout en demeurant conseillère municipale jusqu'en 2020.

## Publications
- La biomasse au service du développement durable (juin 2013)
- Évaluation des programmes investissements d'avenir finançant la transition écologique (juin 2016)
- Le nouveau paquet économie circulaire, une priorité stratégique pour la politique européenne de développement durable (juillet 2016)
- Écologie-automobile, une alliance française (octobre 2016)
- Sur le socle européen des droits sociaux (décembre 2016)